# Plagiogramma fornicata
Plagiogramma fornicata är en skalbaggsart som först beskrevs av Sylvain Auguste de Marseul 1887.  Plagiogramma fornicata ingår i släktet Plagiogramma och familjen stumpbaggar. Inga underarter finns listade i Catalogue of Life.